# Omloop Het Nieuwsblad 2016
L'Omloop Het Nieuwsblad 2016, settantunesima edizione della corsa, valido come evento dell'UCI Europe Tour 2016 categoria 1.HC, si svolse il 27 febbraio 2016 per un percorso di 200,8 km.
Fu vinto dal belga Greg Van Avermaet in 4h54'12" alla velocità media di 40,95 km/h, battendo in una volata a cinque l'allora campione del mondo slovacco Peter Sagan, arrivato secondo, e l'altro belga Tiesj Benoot, piazzatosi terzo.

## Percorso
La Omloop Het Nieuwsblad inizia a Gand, nelle Fiandre orientali, e si dirige a sud della provincia verso le Ardenne fiamminghe, con numerose salite brevi, prima di tornare a Gand.
Con 200 chilometri da effettuare e tredici Gran Premi della Montagna nella zona collinare, il percorso è impegnativo e faticoso. Inoltre, ci sono tredici tratti di pavé. La gara presenta una nuova salita, Boembekeberg, che sostituisce il Molenberg, impraticabile a causa di lavori stradali.
Per quel che concerne i muri, si partirà dopo 59 chilometri di gara con il Leberg e si concluderà con il Boembeke, posto a circa 32 chilometri dalla conclusione. Presente anche e soprattutto il Kappelmuur, o Muro di Grammont, che malgrado sia posto lontano dal traguardo, darà molto spettacolo.

## Squadre e corridori partecipanti
Sono venticinque le formazioni al via della corsa, dodici appartenenti alla categoria World Tour, tredici UCI Professional Continental Team e una UCI Continental Team.
| N.      | Cod. | Squadra             |
| ------- | ---- | ------------------- |
| 1-8     | TNK  | Tinkoff             |
| 11-18   | EQS  | Etixx-Quick Step    |
| 21-28   | LTS  | Lotto-Soudal        |
| 31-38   | ALM  | AG2R La Mondiale    |
| 41-48   | BMC  | BMC Racing Team     |
| 51-58   | FDJ  | FDJ                 |
| 61-68   | IAM  | IAM Cycling         |
| 71-78   | OGE  | Orica-GreenEDGE     |
| 81-86   | KAT  | Team Katusha        |
| 91-98   | TLJ  | Team Lotto NL-Jumbo |
| 101-108 | SKY  | Team Sky            |
| 111-118 | TFS  | Trek-Segafredo      |
| 121-128 | BOA  | Bora-Argon 18       |

| N.      | Cod. | Squadra                        |
| ------- | ---- | ------------------------------ |
| 131-138 | CCC  | CCC Sprandi Polkowice          |
| 141-148 | COF  | Cofidis, Solutions Crédits     |
| 151-158 | DEN  | Direct Énergie                 |
| 161-168 | FVC  | Fortuneo-Vital Concept         |
| 171-178 | NIP  | Nippo-Vini Fantini             |
| 181-188 | ONE  | ONE Pro Cycling                |
| 191-198 | ROP  | Roompot Oranje Peloton         |
| 201-208 | STH  | Southeast-Venezuela            |
| 211-218 | SSG  | Stölting Service Group         |
| 221-228 | TVB  | Topsport Vlaanderen-Baloise    |
| 231-238 | WGG  | Wanty-Groupe Gobert            |
| 241-248 | WIL  | Veranda's Willems Cycling Team |

## Ordine d'arrivo (Top 10)
| Pos. | Corridore          | Squadra      | Tempo    |
| ---- | ------------------ | ------------ | -------- |
| 1    | Greg Van Avermaet  | BMC          | 4h54'12" |
| 2    | Peter Sagan        | Tinkoff      | s.t.     |
| 3    | Tiesj Benoot       | Lotto-Soudal | s.t.     |
| 4    | Luke Rowe          | Sky          | s.t.     |
| 5    | Alexis Gougeard    | AG2R La M.   | a 6"     |
| 6    | Jens Debusschere   | Lotto-Soudal | a 9"     |
| 7    | Adrien Petit       | Direct É.    | s.t.     |
| 8    | Edward Theuns      | Trek         | s.t.     |
| 9    | Jasper Stuyven     | Trek         | s.t.     |
| 10   | Matthieu Ladagnous | FDJ          | s.t.     |